# Kriminalpolizei
Kriminalpolizei, Kripo, var kriminalpolisen i Nazityskland, som sorterade under Reichssicherheitshauptamt (RSHA).

## Central organisation
Kriminalpolizei lydde under Reichssicherheitshauptamt, där Amt V (avdelning V) var Reichskriminalpolizeiamt (RKPA) (rikskriminalavdelning) under SS-Gruppenführer och Generalleutnant der Polizei Arthur Nebe.

### Uppdrag
Avdelning V (RKPA) hade i uppdrag, att:
- Standardisera kriminologisk metodik och utrustning
- Tillämpa forskning och erfarenhet vid utredning och förebyggande av brott
- Kriminologisk utbildning
- Lämna underlag för policybeslut och lagstiftning
- Centralisera spaningsarbetet
- Driva ett centralt kriminalregister
- Delta i utredningen av viktiga brott

Källa: 

### Verksamhet
Avdelningen var 1945 indelad i följande byråer:
| Byrå | Ansvarsområde                               | Uppgifter |
| ---- | ------------------------------------------- | --- |
| V A  | Kriminalpolitik och förebyggande verksamhet | Rättsfrågor, internationellt samarbete, kriminalforskning, brottsförebyggande verksamhet, kvinnlig kriminalpolis |
| V B  | Insatsbyrå                                  | Grova våldsbrott, bedrägeri, sedlighetsförbrytelser,                                                             |
| V C  | Register och spaning                        | Krigsspaning, polisiära spaningsmedel, polishundväsendet                                                         |
| V D  | Kriminalteknisk byrå                        | Identifikation, kemiska och biologiska laboratorieundersökningar, dokumentundersökningar, tekniska verkstäder    |
| V Wi | Ekobrottsbyrå                               | Ekonomiska brott mot krigsekonomin, gulascher, korruption, brott i näringsverksamhet                             |

## Territoriell organisation

### Territoriell organisation till 1943
| Organisationsnivå                                                 | Statlig kriminalpolis                              | Kommunal kriminalpolis                             | Befogenhet |
| ----------------------------------------------------------------- | -------------------------------------------------- | -------------------------------------------------- | --- |
| SS-Oberabschnitt (Wehrkreis) militärområde                        | Höhere SS- und Polizeiführer (HSSPF)               | Höhere SS- und Polizeiführer (HSSPF)               | Chef för Schutzstaffel (SS), Ordnungspolizei (Orpo), Kripo, Gestapo och Sicherheitsdienst (SD) inom militärområdet.        |
| SS-Oberabschnitt (Wehrkreis) militärområde                        | Inspekteur der Sicherheitspolizei und des SD (IdS) | Inspekteur der Sicherheitspolizei und des SD (IdS) | Chef för Kripo, Gestapo och SD inom militärområdet. Underställd HSSPF.                                                     |
| Statliga polisförvaltningar                                       | Kripo-Leitstellen, Kripo-Stellen                   | --                                                 | Regionala kriminalpolismyndigheter underställda Reichskriminalpolizeiamt och sidoordnade den lokale polismyndighetschefen. |
| Statliga polisförvaltningar respektive Kommunala polismyndigheter | Staatliche Kriminalabteilungen                     | Gemeindekriminalpolizei-Abteilungen                | Kriminalpolis direkt underställd den lokala polismyndighetschefen.                                                         |

Källa: 

### Territoriell organisation från 1943
Från och med 1943 överfördes alla kommunala kriminalpolisavdelningar med över 10 anställda (dvs. huvudsakligen i städer med mer än 50 000 invånare) till den statliga kriminalpolisen. Den statliga kriminalpolisen var inte längre underställd den lokala polismyndighetschefen. 
| Organisationsnivå                                     | Statlig kriminalpolis                                | Befogenhet                                                                |
| ----------------------------------------------------- | ---------------------------------------------------- | ------------------------------------------------------------------------- |
| SS-Oberabschnitt (Wehrkreis) militärområde            | Höherer SS- und Polizeiführer (HSSPF)                | Chef för SS, Orpo, Kripo, Gestapo och SD inom militärområdet.             |
| SS-Oberabschnitt (Wehrkreis) militärområde            | Befehlshaber der Sicherheitspolizei und des SD (BdS) | Chef för Kripo, Gestapo och SD inom militärområdet. Underställd HSSPF.    |
| Regionala huvudavdelningar Regionala avdelningar      | Kripo-Leitstellen Kripo-Stellen                      | Regionala kriminalpolismyndigheter                                        |
| Tidigare statliga eller kommunala Kriminalabteilungen | Kripo-Aussendiensstellen                             | Underavdelningar under Kripo-Leitstelle eller Kripo-Stelle                |
| Kriminalabteilungen med färre än tio anställda.       | Kripo-Aussenposten                                   | Underställd Kripo-Leitstelle, Kripo-Stelle eller Kripo-Aussendienststelle |

Källa: 

## Lokal organisation 1944
| Organisation                                | Säte | Antal 1944 | Antal kriminalpoliser                                            | Chefens grad                                       |
| ------------------------------------------- | --- | ---------- | ---------------------------------------------------------------- | -------------------------------------------------- |
| Kripo-Leitstelle                            | Kriminalpolismyndighet i varje residensstad för ett tyskt förbundsland, Reichsgau eller preussisk provins.               | 22         | 150-250                                                          | Oberregierungs- und Kriminalrat                    |
| Kripo-Stelle                                | Kriminalpolismyndighet i varje residensstad för ett preussisk län eller för ett litet tyskt förbundsland eller Reichsgau | 44         | 80-120                                                           | Regierungs- und Kriminalrat eller Kriminaldirektor |
| Kripo-Aussendienstelle och Kripo-Aussenpost | Kriminalavdelning som var underordnade ett Kripo-Leitstelle eller ett Kripo-Stelle                                       | 698        | Kripo-Aussenpost hade per definition färre än 10 kriminalpoliser | ..                                                 |

Källa: 

## Personal
Kripo och Gestapo hade samma personalstruktur, utbildning och tjänstegrader. Det fanns två grundläggande polisiära befordringsgångar, dels einfachen Vollzugsdienst der Sicherheitspolizei (kriminalassistentkarriären), senare även kallad Laufbahn U 18: SS-Unterführer der Sicherheitspolizei und des SD, dels leitenden Vollzugsdienst der Sicherheitspolizei (kriminalkommissariekarriären), senare även kallad Laufbahn XIV: SS-Führer der Sicherheitspolizei und des SD.

## Fotnoter
1. 1 2 3 4 5  The German Police (Supreme Headquarters Allied Expeditionary Force: Evaluation and Dissemination Section (G-2), 1945), s. 64-78.
2. ↑  The German Police (Supreme Headquarters Allied Expeditionary Force: Evaluation and Dissemination Section (G-2), 1945), s. 73-74.
3. ↑  Der Reichsführer SS, Dich ruft die SS, Hermann Hillger KG, Berling 1942 www.thule-italia.net/ns/SS-Hauptamt%20-%20Dich%20ruft%20die%20SS.doc   2009-08-12; Jens Banach, "Polizei im NS-System - Ausbildung und Rekrutierung in der Sicherheitspolizei", Hans Jürgen Lange (red), Die Polizei der Gesellschaft: Zur Soziologie der inneren Sicherheit, VS Verlag, 2003, sid. 64